# رونالد بلانكو لا كروز
رونالد بلانكو لا كروز (بالإسبانية: Ronald Blanco La Cruz) هو دبلوماسي فنزويلي، ولد في 12 أبريل 1959 في كاراكاس في فنزويلا.